# Hussen Gelgello
 (décembre 2022).
République fédérale démocratique d'Éthiopie
Hussen Gelgello (Ge'ez: ሁሴን ገልገሎ) est un des 112 membres du Conseil de la Fédération éthiopien. Il est un des 19 conseillers de l'État Oromia et représente le peuple Oromo.